# Henry Too Wesley
Henry Too Wesley – liberyjski polityk i prawnik.
Wchodził w skład Senatu, został wybrany z hrabstwa Maryland. W latach 1924–1928 pełnił funkcję wiceprezydenta. Pochodził z plemienia Grebo, był pierwszym wiceprezydentem niebędącym Amerykanoliberyjczykiem.